# Mindre sädesknäppare
Mindre sädesknäppare (Agriotes sputator) är en skalbaggsart som först beskrevs av Carl von Linné 1758.  Mindre sädesknäppare ingår i släktet Agriotes, och familjen knäppare. Arten är reproducerande i Sverige.